# 다케토요선
다케토요선(일본어: 武豊線)은 일본 아이치현 오부 시의 오부역부터 아이치 현 지타군 다케토요정의 다케토요역에 이르는 도카이 여객철도의 철도 노선(지방 교통선)이다.

## 개요
지타반도에 이르는 북쪽 절반 부분의 동쪽을 지나, 지금에서는 한다나 나고야와의 통근 · 통학 노선으로 되어 있지만, 원래는 1886년에 나카센도 철도(후의 도카이도 경유로 변경된 도카이도 본선)의 건설 자재를 다케토요 항으로부터 육양밖에 운반하기 위해 부설되었던 노선이다.
1931년에 지타 철도(현재의 나고야 철도 미카와 선)가 개업함과 이용객을 끈 로컬 선에 만족하고 있었지만, 도카이 여객철도의 발족 후는 키하 75형으로 있던 신형 차량의 도입이나 운전 개수의 수송 등의 수송 개선이 도모되고 있다. 오카다 선이 제3 섹터 철도의 아이치 환상 철도선으로 전환되었을부터는 아이치 현 내만으로 완결하는 유일의 JR 직영 노선이다. 2015년 2월까지는 아이치 현 내의 JR 노선으로 유일한 전철화되지 않은 노선이었으나 2015년 3월 1일에 전철화되었다.
주부 국제공항 개항 전은, 연락 철도선의 후보로 드러나고 있었지만, 새로 부설하는 구간이 긴 건설 코스트가 비싸기 때문에 결국 나고야 철도만으로 된 경위를 가진다. 전 노선 단선 비 전선화로 최대 6량 편성(20m급 대형 차량)까지밖에 입선하지 않는 등 운송력이 작았던 것도 이유의 하나이다.
오부 역의 도카이도 본선으로부터의 분기부는 입체 교차로 되어 있어, 오부 - 오와리모리오카 간은 여객열차와 화물열차가 각각 다른 노선으로 지난다. 전자의 노선은 고가선, 후자의 노선은 메이지 시대부터 존재하는 지상선으로 도중에 1개소 현도로의 건널목이 있다.
다케토요 선 전 노선이 IC 승차카드 TOICA의 이용 지역에 포함되어 있다. 다만 통상의 자동 개찰기가 설치되고 있는 것은 오부 역만으로, 다른 역은 간이 개찰기에 의한 대응이다.

## 노선 정보
- 관할 · 노선 거리 (영업 거리): 19.3km
  - 도카이 여객철도 (제 1 종 철도사업자) :
    - 오부 역 - 다케토요 역 간: 19.3km

  - 일본화물철도 (제 2 종 철도사업자) :
    - 오부 역 - 히가시나라와 역 간: 16.3km
- 궤간: 1067mm
- 역 수: 10역 (기 종점역 포함)
  - 다케토요 선 소속 역으로 한정된 경우, 기점의 오부 역(도카이도 본선)소속이 제외되어, 9역이 된다.
- 복선 구간: 없음 (전 노선 단선. 오부 역 부근은 여객선과 화물선이 별선).
- 전선화 구간: 전 구간 직류 1,500볼트 전철화
- 폐색방식: 단선 자동 폐색식
- 최고속도: 85km/h
- 종합 지령소: 도카이 종합 지령소

전 노선이 도카이 여객철도 도카이 철도 사업 본부의 관할이다.

## 차량
- 313계 전동차(2015년 3월 1일 운행 개시)

## 역 목록
- 전 노선 모두 아이치현에 소재.

| 역 이름        | 일본어 이름 | 로마자 역명    | 역간 거리 (km) | 영업 거리 (km) | 접속 노선                                                                 | 소재지  | 소재지       |
| -------------- | ----------- | -------------- | -------------- | -------------- | ------------------------------------------------------------------------- | ------- | ------------ |
| 오부           | 大府        | Ōbu            | -              | 0.0            | 도카이 여객철도 도카이도 본선 (나고야역까지 직통 있음)                    | 오부 시 | 오부 시      |
| 오와리모리오카 | 尾張森岡    | Owari-Morioka  | 1.7            | 1.7            |                                                                           | 지타군  | 히가시우라정 |
| 오가와         | 緒川        | Ogawa          | 1.4            | 3.1            |                                                                           | 지타군  | 히가시우라정 |
| 이시하마       | 石浜        | Ishihama       | 1.5            | 4.6            |                                                                           | 지타군  | 히가시우라정 |
| 히가시우라     | 東浦        | Higashiura     | 2.2            | 6.8            | 기누우라 임해 철도 헤키난 선 (화물 전용선)                                | 지타군  | 히가시우라정 |
| 가메자키       | 亀崎        | kamezaki       | 3.4            | 10.2           |                                                                           | 한다시  | 한다시       |
| 옷카와         | 乙川        | Okkawa         | 2.6            | 12.8           |                                                                           | 한다시  | 한다시       |
| 한다           | 半田        | Handa          | 1.8            | 14.6           | 나고야 철도 고와 선 (지타한다 역)                                         | 한다시  | 한다시       |
| 히가시나라와   | 東成岩      | Higashi-narawa | 1.7            | 16.3           | 기누우라 임해 철도 한다 선 (화물 전용선) 나고야 철도 고와 선 (아오야마역) | 한다시  | 한다시       |
| 다케토요       | 武豊        | Taketoyo       | 3.0            | 19.3           | 나고야 철도 고와 선 (지타타케토요 역)                                     | 지타 군 | 다케토요정   |